# 巴納德角

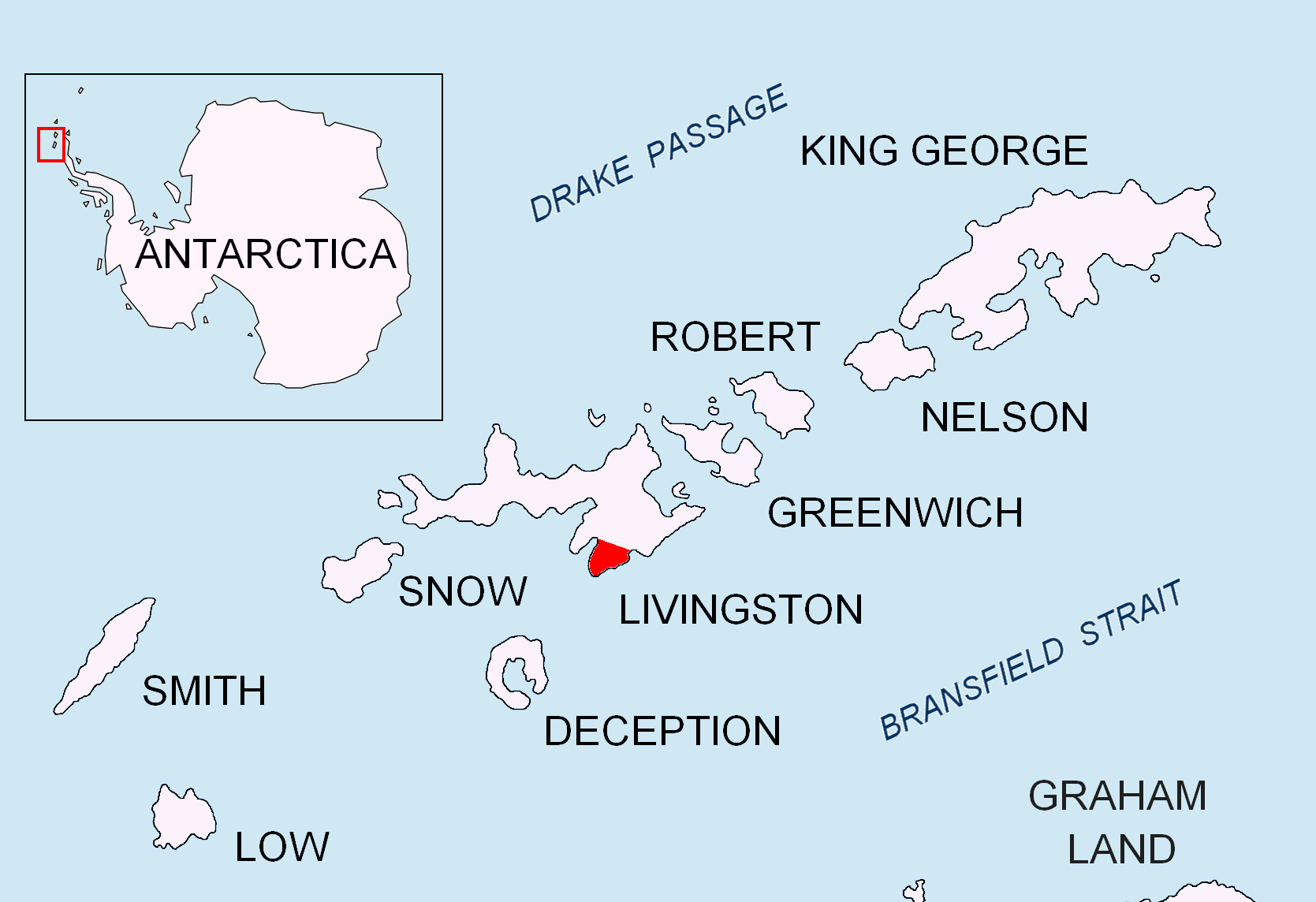

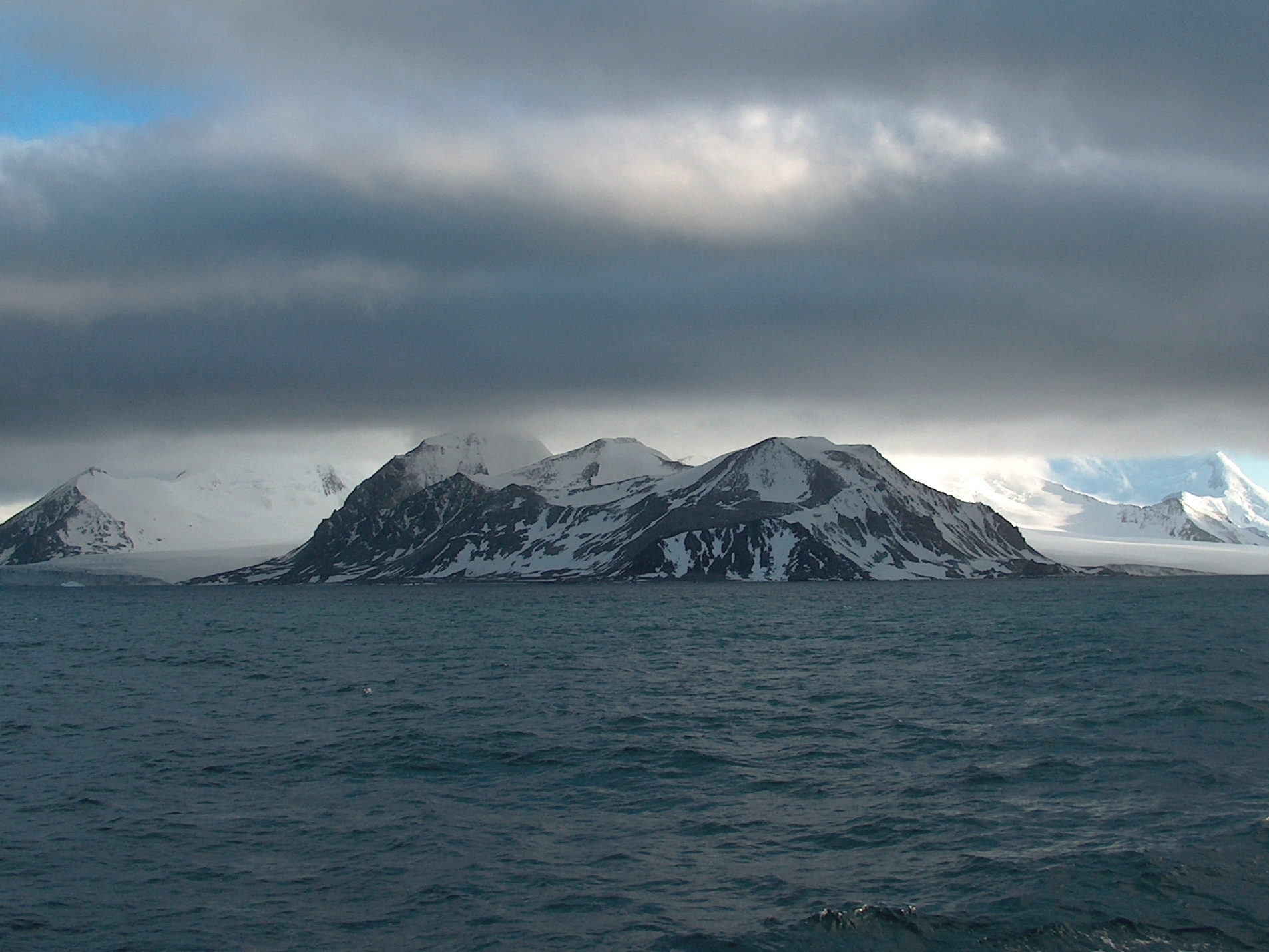

巴納德角（英語：Barnard Point）是南極洲的海岬，位於南設得蘭群島中利文斯頓島的羅任半島，處於博特夫峰西北面1.5公里、米耶斯崖東南面6.6公里，該地區被國際鳥盟列為重點鳥區。

## 外部連結
- SCAR Composite Antarctic Gazetteer（页面存档备份，存于）.

62°45′29″S 60°20′19″W / 62.75806°S 60.33861°W